# Aguacateros Club Deportivo Uruapan
El Club Aguacateros Club Deportivo Uruapan, más conocido como los Aguacateros CDU Uruapan, es un equipo de fútbol que actualmente juega en la Liga Premier de México. Tiene como sede la ciudad de Uruapan, Michoacán.

## Historia

### C.D.U. Uruapan
Durante las décadas de 1970 y 1980 existió un equipo con el mismo nombre que compitió en la Segunda División 'B' y en la Tercera, sin embargo su historia y colores son diferentes a los del posterior Club Deportivo Uruapan.
El nuevo equipo fue fundado en 2012, pero comenzó a competir de manera profesional bajo el nombre Peces Blancos de Pátzcuaro. En la Temporada 2014-2015 el club consiguió su propio registro profesional y además se proclamó campeón de la Tercera División luego de derrotar al Club Sporting Canamy obteniendo su ascenso a la Segunda División. Durante la temporada 2015-16, el equipo participó en la Liga de Nuevos Talentos al no poder jugar en la Liga Premier de Ascenso por no contar con un estadio adecuado para la competencia. Finalmente, en la temporada 2016-17 la franquicia del CDU Uruapan fue prestada a un cuadro llamado Titanes de Saltillo, el cual desapareció al finalizar ese ciclo futbolístico, mientras tanto, el equipo de Uruapan convirtió a su equipo filial, creado en el 2015, en el cuadro principal del club hasta el fin de la franquicia como tal.
El registro de la franquicia registrada como CDU Uruapan fue rentado por otros propietarios que crearon un nuevo equipo con sede en Tlalnepantla de Baz, Estado de México, el cual únicamente utilizó el nombre ante la FMF sin tener ninguna relación deportiva y/o administrativa con el conjunto michoacano. Finalmente, en 2019 esta franquicia dejó de existir.

### Aguacateros C.D.U.
El 17 de julio de 2018 se anunció la fusión del Club Deportivo Uruapan con el conjunto de los Originales Aguacateros de Uruapan, esto se hizo con el objetivo de unificar aficiones y facilitar el ahorro económico respecto al mantenimiento de dos clubes en la liga, el nuevo equipo fue denominado como Aguacateros Club Deportivo Uruapan, para mantener el nombre de los clubes integrantes. El equipo ocupó la plaza federativa de Aguacateros, mientras que heredó al cuerpo técnico del CDU, además de seleccionar jugadores procedentes de ambas instituciones. 
Al finalizar la fase regular de la temporada 2018-19, el equipo finalizó como líder de la tabla general nacional de la división, además, los Aguacateros CDU fueron el único club que permaneció invicto durante toda la temporada. Sin embargo, en la liguilla por el título y el ascenso, el equipo uruapense fue eliminado en las semifinales por el Atlético San Francisco, por lo que el equipo uruapense perdió la posibilidad de promocionar a la Segunda División de manera deportiva. Posteriormente, el ACDU consiguió su ascenso administrativo debido a que uno de los ganadores, Héroes de Zaci, no pudo ascender al no contar con la infraestructura adecuada para Segunda División. 

#### Segunda División
En junio de 2019, se anunció a los Aguacateros CDU como nuevo equipo integrante de la Segunda División Serie B a partir de la temporada 2019-2020. El 18 de agosto, los Aguacateros debutaron en la competencia, derrotando al Club Deportivo Cuautla en calidad de visitantes por 1-2. El día 24 jugaron su primer partido como local, en el cual derrotaron por 3-1 a Chapulineros de Oaxaca. En marzo de 2020 la temporada fue suspendida y posteriormente cancelada por los efectos de la pandemia de COVID-19 en México, al darse por acabado el ciclo futbolístico el club estaba en la segunda posición de la Serie B con 48 puntos producto de 12 victorias, siete empates y cuatro derrotas.
Como consecuencia de la crisis sanitaria, la temporada 2020-21 se disputó de manera unificada entre los clubes de la Serie A y la Serie B, los Aguacateros fueron colocados en el Grupo 2 de la competencia. Al finalizar la temporada regular, el club uruapense se colocó en la sexta posición de su grupo y la décima de todos los clubes de la temporada, esto tras conseguir 44 puntos procedentes de 12 victorias, tres empates y nueve derrotas.
En la siguiente temporada se restableció la Serie B, por lo que los Aguacateros regresaron a tomar parte de esa rama de la Liga Premier. Donde se notó la superioridad del club desde un principio, consiguiendo finalmente el liderato general del Torneo Apertura 2021. El 19 de diciembre de 2021 el equipo consiguió su primer título en la Segunda División luego derrotar al Club Calor por un marcador global de 2-1. El 21 de mayo de 2022 los Aguacateros consiguieron su segundo título en la categoría tras derrotar a los Alebrijes de Oaxaca con un resultado global de 4-2, con este campeonato el equipo se convirtió en el ganador absoluto de la temporada en su rama y consiguió su ascenso a la Serie A.
En su primer torneo en Serie A los Aguacateros finalizaron en la tercera posición de su grupo, con lo que consiguieron su boleto a la liguilla por el título. El equipo uruapense fue eliminado en la ronda de cuartos de final por los Tuzos de la Universidad Autónoma de Zacatecas, equipo que resultaría el ganador del campeonato. En el Clausura 2023 José Muñoz abandonó el cargo de director técnico, en el que se desempeñó desde los inicios del club, para incorporarse como auxiliar técnico del Atlético Morelia, aunque durante el certamen el equipo no consiguió los resultados deportivos esperados, por lo que se consideró su salida como una forma honrosa de dejar al club.
Para la temporada 2023-2024 el equipo regresó a militar en la Serie B de México debido a una reestructuración en el club, el cual pasó a tener una mayor relación con el Atlético Morelia, por lo que comenzó a recibir futbolistas procedentes de los equipos juveniles del club y del H2O Purépechas Fútbol Club, escuadra afiliada que milita en la Tercera División.En lo deportivo el equipo empezó la temporada de manera titubeante y recibiendo algunas críticas por parte de la afición debido al cambio de Serie, sin embargo, a partir de la segunda parte del torneo los Aguacateros mejoraron su desempeño y terminaron la fase regular en la segunda posición. En la liguilla el equipo de Uruapan eliminó a los clubes Atlético Pachuca y Artesanos Metepec para llegar a la final de la temporada ante el Club Deportivo Ayense, líder general de la temporada. En el partido de ida, celebrado en Uruapan, el ACDU derrotó por 2-0 a su rival, mientras que en la vuelta, el equipo de Ayotlán se impuso por 2-1, terminando con un marcador global de 3-2 en favor del conjunto uruapense, por lo que el 11 de mayo de 2024 los Aguacateros lograron su tercer título de la Serie B, convirtiéndose en uno de los equipos más ganadores de esa rama de la Segunda División.
Antes de iniciar la temporada 2024-25 el equipo completó su transformación en una escuadra filial del Atlético Morelia, por lo que los Canarios pasaron a hacerse cargo de la gestión deportiva del club, como consecuencia de ello el equipo uruapense puede alinear a algunos futbolistas registrados con la escuadra moreliana, además de que los propios jugadores aguacateros tienen la posibilidad de formar parte de los juegos de la escuadra rojiamarilla.En el primer torneo del equipo bajo su nueva condición, los Aguacateros ganaron la liguilla de filiales de la Serie A al derrotar en penales a los Leones Negros de la U. de G.

## Palmarés
| Competición nacional                                  | Títulos                                 | Subcampeonatos |
| ----------------------------------------------------- | --------------------------------------- | -------------- |
| Segunda Serie A (Filiales) (1/0)                      | Apertura 2024                           |                |
| Campeón de Campeones Segunda Serie A (Filiales) (0/1) |                                         | 2024/2025      |
| Segunda Serie B (3/0)                                 | Apertura 2021, Clausura 2022, 2023/2024 |                |
| Campeón de Campeones Serie B (1/0)                    | 2021/2022                               |                |
| Tercera División (1/0)                                | 2014/2015                               |                |

## Temporadas
Franquicia CDU Uruapan
| Temporada     | División      | Posición                     |
| ------------- | ------------- | ---------------------------- |
| 2014/2015     | 5.Tercera     | 2.º G VIII (Campeón)         |
| Apertura 2015 | 4.Segunda LNT | 1.º Grupo 1                  |
| Clausura 2016 | 4.Segunda LNT | 7.º Grupo 1                  |
| 2016/2017     | 5.Tercera     | 2.º Grupo VIII               |
| 2017/2018     | 5.Tercera     | 1.º Grupo VIII (Semifinales) |

Franquicia Aguacateros CDU
| Temporada     | División          | Posición                        |
| ------------- | ----------------- | ------------------------------- |
| 2018/2019     | 5.Tercera         | 1.º Grupo VIII (Semifinales)    |
| 2019/2020     | 4.Segunda Serie B | 2.º                             |
| 2020/2021     | 3.Segunda Serie A | 6.º Grupo II                    |
| Apertura 2021 | 4.Segunda Serie B | 1.º (Campeón )                  |
| Clausura 2022 | 4.Segunda Serie B | 1.º (Campeón )                  |
| Apertura 2022 | 3.Segunda Serie A | 3.º Grupo II (Cuartos)          |
| Clausura 2023 | 3.Segunda Serie A | 9.º Grupo II                    |
| 2023/2024     | 4.Segunda Serie B | 2.º (Campeón )                  |
| Apertura 2024 | 3.Segunda Serie A | 6.º Grupo II (Campeón Filiales) |
| Clausura 2025 | 3.Segunda Serie A | 10.º Grupo II                   |